# Cloroform
A Cloroform norvég trió. 1998-ban alakult Stavangerben. Jazz trióként kezdték pályafutásukat, később viszont rockosabb/kísérletezős (experimental) hangzásra váltottak. Zenéjükben hallható a noise (zajzene) és az avantgárd zene elemei is. Lemezeiket John Erik Kaada lemezkiadó cége, a Kaada Recordings adja ki. A zenekar stílusát jazz-punk névvel illeti.

## Tagok
- John Erik Kaada
- Øyvind Storesund
- Børge Fjordheim.

## Diszkográfia
- Deconstruction (1998)
- All-Scars (1998)
- Do the Crawl (2000)
- Scrawl (2001)
- Hey You Let's Kiss (2003)
- Cracked Wide Open (2005)
- Clean (2007)
- Grrr (2016)